# GFFG
GFFG(한국어: 지에프에프지)는 대한민국의 외식 서비스 기업이다. 2017년 5월 31일 설립되었다.

## 사업 부문
- 노티드
- 다운타우너
- 리틀넥
- 호족반
- 클랩피자
- 웍셔너리
- 키마스시
- 오픈엔드
- 애니오케이션
- 애니오케이션 카페
- 베이커리 블레어
- 미뉴트 빠삐용

## 같이 보기
- CJ푸드빌
- SFG
- 롯데GRS
- 신세계푸드
- 엠즈씨드
- 이랜드이츠
- 한화푸드테크